# روایت امید اشوهشتان
روایتِ اِمیدِ اَشَوَهیشتان (Rivāyatī Ēmēdī Ašawahištān) یکی از آثار اصلی دینی به زبان پارسی میانه در اواخر سدهٔ نهم و اوایل سدهٔ دهم میلادی است. این اثر، مجموعه‌ای از قانون‌های مذهبی، اجتماعی و مدنی زرتشتیان و بازتاب موثقی از آیین‌ها و عادات روزگار ایرانی ساسانی است و به موضوعات گوناگون از جمله قانون خانواده، انواع ازدواج، مسائل طهارت و غیره می‌پردازد. روایت امید اشوهیشتان چهارمین و واپسین روایت از روایات پارسیگ به‌شمار می‌آید، که توسط موبدان دورهٔ اسلامی نوشته شده است. نویسندهٔ این کتاب، امید پسر اشوهشت، موبد موبدان دورهٔ خود و از نوادگان آذرباد مهرسپندان بود. روایت امید اشوهیشتان در برگیرندهٔ چهل و چهار پرسش است، که از سوی موبدی به نام آذرگشنسب، پسر مهرآتش، نوهٔ آذرگشنسب از امید اشوهیشتان پرسیده می‌شود. واژه عربی «روایت» در نام این کتاب و آثار مشابه در دورهٔ پس از اسلام توسط ویراستاران زرتشتی به جای واژهٔ پارسیگ نگیز (nigēz) به کار رفت. از این اثر تنها یک دست‌نوشته به جا مانده که متعلق به تهمورس دینشاه انکلساریا بود. دکتر نزهت صفای اصفهانی این اثر را از پارسی میانه به فارسی ترجمه کرد و نشر مرکز در سال ۱۳۷۶ اقدام به چاپ آن کرد.

### پیش‌گفتار نویسنده کتاب
به نام پروردگار خجسته و بخشنده و نیکوکار. این چند پرسش از روحانی اعظم امید اشو هیشتان توسط این بنده آتور گشنسب مهرآتور گشنسب در ساحت مقدس آتشکده ورجاوند پرسیده شد. [پرسشها] اقتباس از نسخه جاودان [کتاب] مقدس است. باشد که این [گردآوری] نیکو اثر باشد.